# Присутственные места (Кронштадт)
Присутственные места — памятник архитектуры. Расположен в Кронштадте, современный адрес дома — проспект Ленина, 36.
Здание построено в 1834—1836 годах по проекту А. П. Брюллова и Э. Х. Анерта как административное здание. Изначальный проект разработал в 1833 году Ф. И. Трапезников, но Николай I не утвердил его. Анерт разработал три проекта, но Николай I приказал Брюллову разработать к одному из них другой фасад; тот использовал фасад первого проекта Анерта, упростив его внешний вид, и планировку третьего проекта, после чего итоговый проект был утверждён 24 января 1834 года.
Во время подготовки к строительству Кронштадтское купеческое общество подало ходатайство о разрешении устроить в этом здании двухпрестольную церковь взамен ранее упразднённой церкви Успения Пресвятой Богородицы. Отделка помещения церкви, расположенной на втором этаже и обладавшей отдельным входом, продолжалась до 1841 года, когда выяснилось, что Духовная консистория не была оповещена о закладке и постройке церкви. Решение бюрократических проблем для возможности освящения затянулось до начала 1842 года. 26 февраля главный престол был освящён ахримандритом Андрианом в честь Успения Пресвятой Богородицы, южный придел — в честь Рождества Иоанна Предтечи; в 1866 году северный придел освятили во имя святого Иосифа Песнопевца в память о спасении Александра II от покушения 4 апреля 1866 года. В 2013 году планировалось отреставрировать церковь.
Здание построено в стиле позднего классицизма. Над церковным крылом стояла одноярусная шатровая колокольня.
Интерьеры были искажены последующими перестройками, хотя в 1985 году отмечалась возможность реставрации лепки карнизов, декора и прочих деталей, а также сохранность фаянсовой печи на втором этаже.
Городские присутственные места занимали здание до 1872 года, затем до 1918 года в здании находилась Городская дума, а с 1918 года — Исполком Кронштадтского совета.